# Dombeya tomentosa
Dombeya tomentosa är en malvaväxtart som beskrevs av Antonio José Cavanilles. Dombeya tomentosa ingår i släktet Dombeya och familjen malvaväxter. Inga underarter finns listade i Catalogue of Life.